# The Show (песня Girls Aloud)
«The Show» (с англ. — «Шоу») — пятый сингл британской поп-группы Girls Aloud, и первый сингл ко второму альбому What Will the Neighbours Say. Сингл выпущен в 2004 году, на звукозаписывающем лейбле Polydor.

## Список композиций

### Обычная версия сингла
1. «The Show» — 3:36
2. «Jump» (Flip & Fill Remix) — 6:15

### Макси-сингл
1. «The Show» — 3:36
2. «The Show» (Gravitas club mix) — 6:50
3. «The After Show» (interview) — 5:30
4. «The Show» (karaoke version) — 3:38
5. «The Show» (video) — 3:38

- Версии макси-сингла выпущены в Австралии и Великобритании.

## Видео
Видеоклип для «The Show» снимала Труди Беллинджер. Место действия — салон красоты «Curls Allowed» (аналогия по звучанию с названием группы, в переводе на русский — «Кудряшки разрешаются»). Каждая из солисток играет работницу салона и обслуживает мужчин. Никола Робертс — «Челси Загар», она напыляет автозагаром надписи с оскорбительным смыслом; Надин Койл — «Француженка», она пытается сделать своему клиенту маску из фруктов; Сара Хардинг — «Супер стилист», парикмахерша, так и не сделавшая ни одному клиенту нормальной прически; Шерил Коул — «Макси воск», деалющая депиляцию настолько больно, насколько возможно; и Кимберли Уолш — «Босс», наблюдающая как работницы её салона срывают своё недовольство мужчинами на клиентах.

## Оценки
5 место в списке 20 лучших песен Girls Aloud по версии газеты The Guardian.

## Позиции вчартах
| Чарты (2004)   | Позиция занятое место |
| -------------- | --------------------- |
| Великобритания | 2                     |
| Ирландия       | 5                     |
| Австралия      | 67                    |

## Состав
- Шерил Коул
- Кимберли Уолш
- Сара Хардинг
- Никола Робертс
- Надин Койл